# Vire (municipi de Calvados)
Vire era un municipi francès al departament de Calvados (regió de Normandia), al marge del riu homònim. És una subprefectura del departament. El 1r de gener del 2016 va esdevenir un municipi delegat al municipi nou de Vire Normandie. El nom de la localitat està testimoniat en les formes Vira el 1082, Castrum Viriœ 1210, Viriœ Castrum 1230, Vile, Chastel de Vile, i Vyre el 1371.
El riu costaner del mateix nom va donar nom a la vila. Segons René Lepelley, és un dels topònims normands actuals més antics, si no el més antic. Es creu que el seu origen és precèltic, derivat d'una arrel indoeuropea ver- o var-, que evoca l'aigua, que es troba en l'antic nom de Saint-Lô, també al curs del riu, Briovera.